# ゾフィー・フリーデリケ・ツー・メクレンブルク
ゾフィー・フリーデリケ・ツー・メクレンブルク（独:Sophie Friederike Herzogin zu Mecklenburg [-Schwerin], 1758年8月24日 - 1794年11月29日）は、ドイツのメクレンブルク＝シュヴェリーン公爵家の公女で、デンマーク王子フレゼリクの妃。デンマーク語名はソフィー・フレゼリッケ・ア・メクレンボー（Sofie Frederikke af Mecklenburg）。世継ぎ王子の妃（Arveprinsesse af Danmark-Norge）の称号で呼ばれた。

## 生涯
メクレンブルク＝シュヴェリーン公フリードリヒ2世の弟ルートヴィヒと、その妻でザクセン＝コーブルク＝ザールフェルト公フランツ・ヨシアスの娘であるシャルロッテ・ゾフィーの間の第2子、長女として生まれた。兄にメクレンブルク＝シュヴェリーン大公フリードリヒ・フランツ1世がいる。
1774年10月21日にコペンハーゲンにおいて、デンマーク王クリスチャン7世の異母弟で「世継ぎ王子（Arveprins）」の称号を持つフレゼリク王子と結婚した。夫との間に2男3女の5人の子女をもうけた。ただし、第2子以降の子は、夫に宮内長官として仕えたフリードリヒ・ヴィルヘルム・フォン・ブリュッヒャーを実父とすると広く信じられた。

## 子女
- ユリイェーネ・マリー（1784年）
- クリスチャン8世（1786年 - 1846年） - デンマーク王
- ユリイェーネ・ソフィー（1788年 - 1850年） - 1812年、ヘッセン＝フィリップスタール＝バルヒフェルト侯子ヴィルヘルムと結婚
- ルイーセ・シャロデ（1789年 - 1864年） - 1810年、ヘッセン＝カッセル＝ルンペンハイム方伯ヴィルヘルムと結婚
- フェアディナン（1792年 - 1863年）

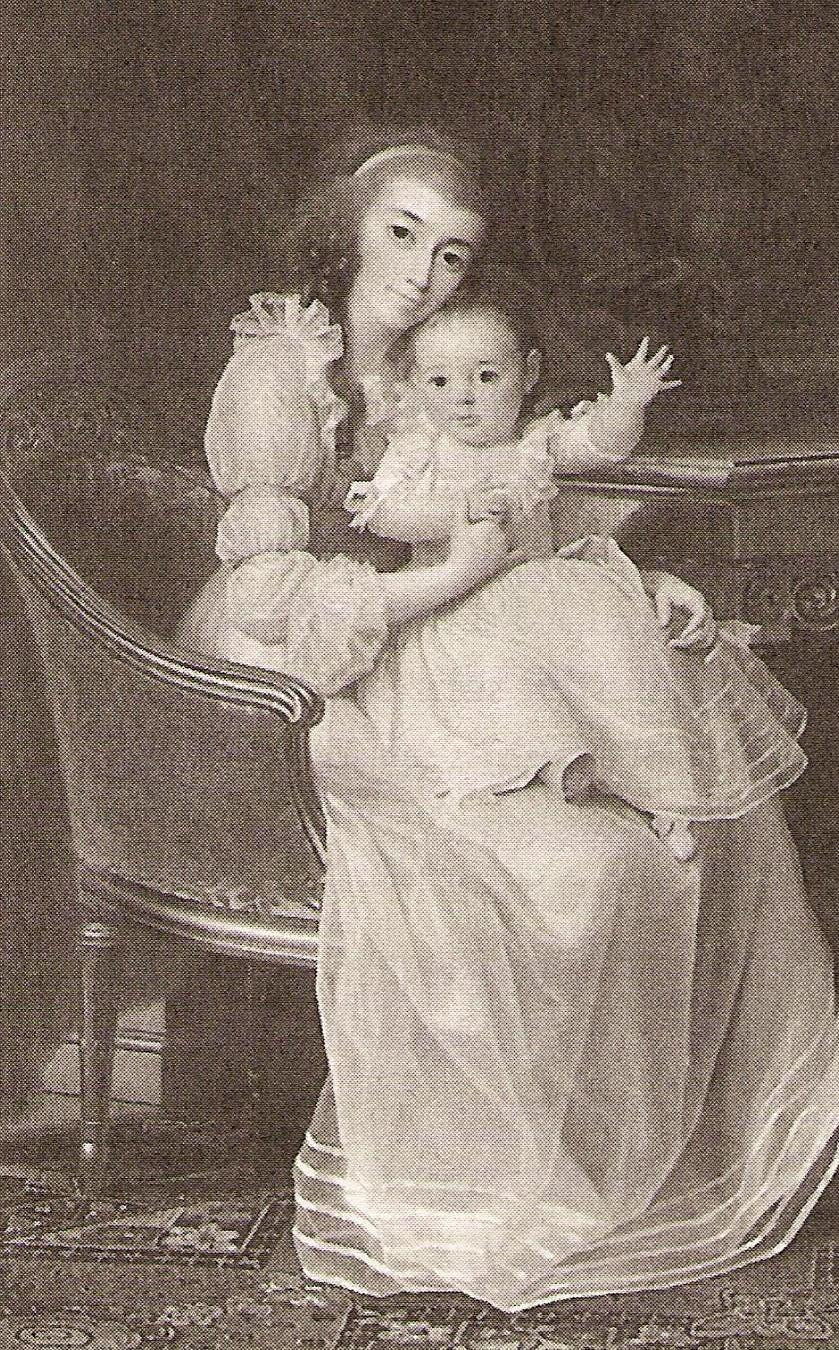
ゾフィー・フリーデリケと次女のユリアーネ・ソフィー、イェンス・ユエル画、1790年